# 미녀와 남자
《미녀와 남자》(일본어: 美女と男子 비죠토단시[*])는 2015년 4월 14일에서 8월 25일까지 매주 화요일에 편성되는 드라마10으로 방송된 NHK의 드라마이다. 드라마10 시리즈가 보통 8부작으로 편성되는 데 반해 이 드라마는 20부작인 장편으로 편성되었고 제1부인 시련편(제1회 ~ 제8회), 제2부 스텝 업편(제9회 ~ 제14회), 제3부 석세스편(제15회 ~ 제20회)로 구성되었다.
커리어우먼으로 IT 기업인 마타라베 코퍼레이션에서 근무하던 사와타리 이치코(나카마 유키에 분)가 히노데 프로모션이라는 작은 연예기획사로 좌천, 파견근무를 하게 되고 그곳에서 신인배우 사키사카 료(마치다 케이타 분)를 발견, 매니저로서 그를 스타로 성장시킨다는 줄거리이다.

## 출연

### 주요 배역
- 사와타리 이치코: 나카마 유키에
- 사키사카 료: 마치다 케이타

### 이치코의 가족
- 사와타리 케이고: 세가와 료
이치코의 전 남편. 처제인 히무라 리카와 불륜관계에 있으며, 이가 들통나자 이치코와 이혼한다.
- 히무라 아츠시: 나카하라 타케오
이치코의 아버지.
- 히무라 토시코: 타시마 레이코
이치코의 어머니.
- 히무라 리카: 토쿠나가 에리
이치코의 여동생. 형부인 사와타리 케이고와 불륜관계이다.

### 히노데 프로모션
- 나미키 마사오: 모리모토 레오
히노데 프로모션의 사장. 도산 후, 이치코가 새로이 히노데 프로모션을 창립할 때는 고문이 된다.
- 타도코로 신야: 타카하시 조지
원 히트 원더 가수.

### 마다라베 코퍼레이션
- 마다라베 하루히코: 쿠사키리 마사오
마다레베 코퍼레이션의 사장. 사키사카 료의 아버지이다.